# Euochin yaeyamana
Espèce
Euochin yaeyamana est une espèce d'araignées aranéomorphes de la famille des Salticidae.

## Distribution
Cette espèce est endémique de l'archipel Nansei au Japon,. Elle se rencontre sur Ishigaki-jima et Iriomote-jima.

## Description
La femelle holotype mesure 3,57 mm et le mâle paratype 2,92 mm, les mâles mesurent de 2,31 à 3,04 mm et les femelles de 3,18 à 3,90 mm.

## Systématique et taxinomie
Cette espèce a été décrite par Suguro en 2024.

## Étymologie
Son nom d'espèce lui a été donné en référence au lieu de sa découverte, les îles Yaeyama.

## Publication originale
- Suguro & Moriguchi, 2024 : « Two new species in the genus Euochin Prószyński 2018 (Araneae: Salticidae) from the Nansei Islands, Japan. » Acta Arachnologica, vol. 73, no 1, p. 9-15 (texte intégral).